# دیکسمویید
شهر دیکسمویید (به فرانسوی: Diksmuide) در شهرستان دیکسمویید در استان فلاندری غربی در منطقه فلاندری در کشور بلژیک واقع شده‌است.